# Gustave-Adolphe de Suède (1906-1947)
Pour les articles homonymes, voir Gustave-Adolphe de Suède et Gustave de Suède (homonymie).
Gustave-Adolphe de Suède (en suédois : Gustaf Adolf av Sverige), duc de Västerbotten, est né le 22 avril 1906 au palais royal de Stockholm (Suède) et mort le 26 janvier 1947 à l'aéroport de Copenhague (Danemark).

## Biographie
Il est le fils aîné du roi Gustave VI Adolphe et de la princesse Margaret de Grande-Bretagne, petite-fille de la reine Victoria.
De son mariage avec la princesse Sibylle de Saxe-Cobourg et Gotha (1908-1972), fille du duc Charles-Édouard de Saxe-Cobourg et Gotha (cousin germain de Margaret, la mère de Gustave-Adolphe, ci-dessus) et de Victoria-Adélaïde de Schleswig-Holstein-Sonderbourg-Glücksbourg naquirent :
- la princesse Margaretha ;
- la princesse Birgitte ;
- la princesse Désirée ;
- la princesse Christina ;
- le prince Charles Gustave (actuel roi de Suède sous le nom de Charles XVI Gustave).

Il meurt dans un accident d'avion au retour d'Amsterdam sans avoir régné. L'appareil, un Douglas DC-3 de KLM s'était arrêté à l'aéroport de Copenhague avant de continuer vers Stockholm. L'avion décolla de l'aéroport avant de s'écraser et d'exploser. L'actrice américaine Grace Moore est tuée dans ce même accident, ainsi que son accompagnateur, Jean-Loup Peltier (pianiste de 23 ans, premier prix du Conservatoire 1945).
Il est enterré au cimetière royal d'Haga.

## Controverse autour de ses sympathies supposées avec le nazisme
Selon certains journalistes, le prince aurait eu des sympathies pour le mouvement nazi en Allemagne durant les années 1930. Cette opinion est largement débattue.
Gustave Adolphe a bien rencontré de nombreux dirigeants nazis au cours de représentations officielles, dont Adolf Hitler et Hermann Göring eux-mêmes. Ce dernier avait d'ailleurs vécu en Suède et comptait beaucoup d'amis dans la haute société suédoise. Cela dit, le prince ne parlait que très rarement d'affaires politiques et il n'a laissé aucune preuve écrite. Ces rumeurs l'ont toutefois rendu impopulaire auprès de beaucoup de Suédois durant sa vie, qui l'ont appelé le prince allemand (tyskprinsen).
Selon le journaliste et auteur Staffan Skott (en), et son livre Alla dessa Bernadottar, ces rumeurs sont réfutées par les lettres et les carnets de Suédois influents et par ailleurs anti-nazis convaincus, comme le diplomate Sven Grafström ou la femme du ministre Gustav Möller. Le beau-fils d'Hermann Göring a affirmé que la visite du prince Gustaf Adolf à la maison fut un échec complet, et que Göring et le prince ne se sont pas bien entendus. Le journal anti-nazi Expressen a également dit que ces rumeurs avaient été contredites par des témoins plausibles fortement pro-démocrates. Enfin, la Cour royale suédoise a rendu un jugement niant toute connaissance de sympathies pro-nazies.

## Sources

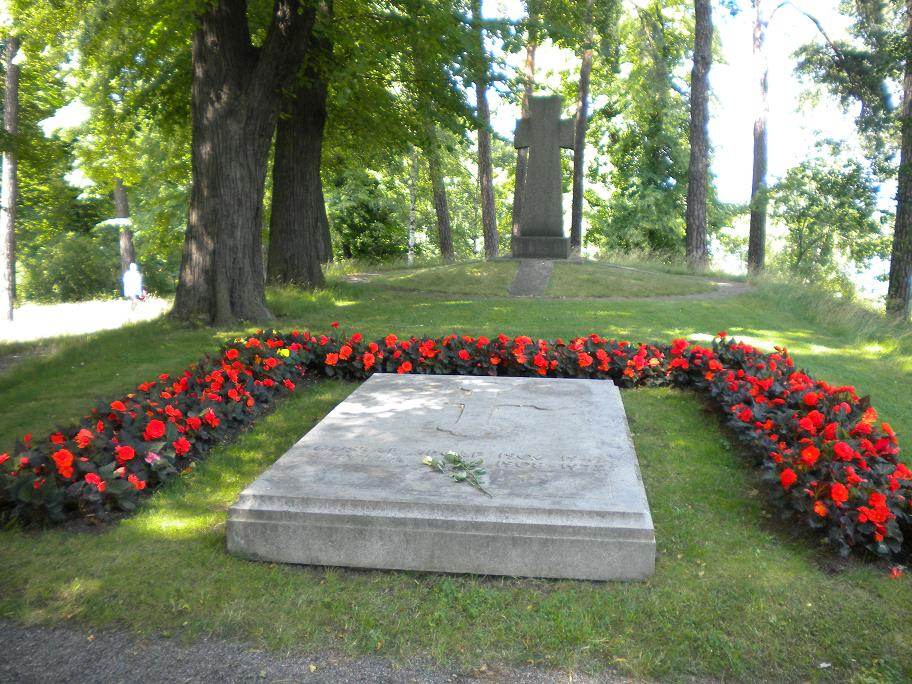
Tombe.

- (en) Cet article est partiellement ou en totalité issu de l’article de Wikipédia en anglais intitulé « Prince Gustaf Adolf, Duke of Västerbotten » (voir la liste des auteurs).